# Clampdown
Clampdown (o Working for the Clampdown; letteralmente traducibile in Repressione o Giro di vite) è il secondo singolo tratto da London Calling, terzo album dei Clash. Inizialmente, il brano doveva essere una traccia strumentale chiamata Working and Waiting.

## Il testo
Clampdown fu scritta da Joe Strummer e Mick Jones.
Il testo della canzone, scritto da Joe Strummer, ebbe varie interpretazioni. Secondo una di queste, il testo potrebbe riferirsi al regime nazista. Il "vestirsi di blu e marrone", si riferisce alle uniformi monocromatiche militari indossate dalle forze federali della polizia dei regimi dittatoriali, in particolare, alle uniformi brune indossate dai membri delle SA.
Oltre alle uniformi, ci sono anche riferimenti agli ebrei (la soluzione finale della questione ebraica), gli uomini dagli occhi azzurri (la razza ariana) e i giovani fedeli (la gioventù hitleriana):
(Dal testo del brano.)
Secondo un'altra interpretazione, il testo potrebbe riferirsi alle carenze della società capitalistica. L'uso del "blu e marrone" fa riferimento al colore delle uniformi indossate dagli operai.
Il testo si concentra anche sul tema del lavoro. Il bassista e cofondatore dei Clash Paul Simonon, in un'intervista al Los Angeles Times, parlò delle opportunità di lavoro a lui disponibili dopo gli studi:
(Paul Simonon)
Sempre nella stessa intervista, Strummer dichiarò:
(Joe Strummer)
Il padre di Strummer si era diplomato nella British Field Service, e Joe fu mandato in un collegio. Strummer disse:
(Joe Strummer)
Vista dal punto delle molteplici interpretazioni del testo (nazismo, capitalismo, ecc.), il termine repressione è usato da Strummer per indicare la mancanza di libertà.

## Riferimenti nella cultura di massa
La canzone è stata utilizzata in un episodio della serie televisiva statunitense Malcom in the Middle e nella serie animata Futurama

## Cover
Clampdown è stata successivamente oggetto di molte cover:
- Rage Against the Machine (durante il loro primo live show nel 1991 e durante il loro spettacolo ad Anversa il 2 giugno 2008)
- Indigo Girls (sull'album Rarities del 2005 e sull'album tributo Burning London: The Clash Tribute del 1999).
- The National (presente nella compilation A Tribute to The Clash - White Riot, Vol Two del mensile Uncut del dicembre 2003).
- The Strokes (durante i festival "Oxegen" e "T in the Park" nel luglio del 2004).
- James Dean Bradfield (dei Manic Street Preachers) durante il suo tour nell'ottobre del 2006.
- Hot Water Music (sulla loro raccolta Till the Wheels Fall Off).
- Bruce Springsteen  (durante il tour del 2014).

## Formazione
Elenco delle persone che hanno contribuito a realizzare Clampdown:
- Joe Strummer – voce, chitarra ritmica
- Mick Jones – chitarra elettrica, chitarra solista, cori
- Paul Simonon – basso
- Topper Headon – batteria, percussioni

- Guy Stevens – produttore
- Bill Price – ingegnere del suono
- Jerry Green – ingegnere del suono

## Classifiche
| Classifica             | Posizione |
| ---------------------- | --------- |
| Official Singles Chart | 16        |